# یوهانس آویک
یوهانس آویک (استونیایی: Johannes Aavik; ۸ دسامبر ۱۸۸۰ – ۱۸ مارس ۱۹۷۳) لغت‌شناس و زبان‌شناس اهل استونی بود. وی نقش مهم پیشرفت و نوین‌گرایی زبان استونیایی داشته‌است.